# 1977-es US Open (tenisz)
Az 1977-es US Open az év negyedik Grand Slam-tornája volt. A US Open teniszbajnokságot ebben az évben 97. alkalommal rendezték meg. A férfiaknál az argentin Guillermo Vilas, a nőknél az amerikai Chris Evert győzött.
A versenyt ebben az évben rendezték utolsó alkalommal a West Side Tennis Club zöld salakos pályáján Forest Hillsen, a torna a következő évben Flushing Meadowsba költözött.

## Döntők

### Férfi egyes
Guillermo Vilas -   Jimmy Connors, 2–6, 6–3, 7–6(4), 6–0

### Női egyes
Chris Evert -  Wendy Turnbull, 7–6, 6–2

### Férfi páros
Bob Hewitt /  Frew McMillan -  Brian Gottfried /  Raúl Ramírez, 6-4, 6-0

### Női páros
Martina Navratilova /  Betty Stöve -  Renee Richards /  Betty-Ann Stuart, 6–1, 7–6

### Vegyes páros
Betty Stöve /  Frew McMillan -  Billie Jean King /  Vitas Gerulaitis, 6–2, 3–6, 6–3

## Juniorok

### Fiú egyéni
Van Winitsky –  Eliot Teltscher 6–4, 6–4

### Lány egyéni
Claudia Casablanca –  Lea Antonopolis 6–3, 2–6, 6–2